# ホタル (藍坊主の曲)
「ホタル」は、日本のバンド藍坊主の14枚目のシングル。2012年4月4日にトイズファクトリーから発売された。

## 概要
- アルバム『ノクティルカ』の先行シングル。「名前の無い色」以来の3曲収録のシングルとなっている。
- 前作「生命のシンバル」同様、agehaspringsの野間康介が編曲に参加している。
- 初回限定盤には、渋谷CLUB QUATTROでのライブDVDを収録。
- オリコン初登場20位を記録。TOP20以内に入ったのは「ハローグッバイ」以来となる。

## 収録曲

### CD
1. ホタル [5:07]
作詞・作曲：佐々木健太、編曲：野間康介&藍坊主
hozzyが単独で作詞作曲を手掛けたシングル曲は「マザー｣以来となる。
2. ブルース [4:38]
作詞・作曲：藤森真一、編曲：藍坊主
間奏中に田中がブルースハープ（ハーモニカ）を吹いている。
3. タイムバッファロウ [3:38]
作詞・作曲：藤森真一、編曲：藍坊主

### DVD(初回限定盤のみ)
2011.04.28 at 渋谷CLUB QUATTRO
1. Love & Peace
2. コイントス
3. 言葉の森